# مهاجمان توکیو
مهاجمان توکیو (انگلیسی: Tokyo Raiders) یک فیلم اکشن محصول ۲۰۰۰ هنگ کنگ است به کارگردانی جینگل ما و با بازی تونی لیانگ، اکین چنگ و کلی چن است که در هنگ کنگ و توکیو فیلمبرداری شده‌است.